# 扎爾迪亞蘭山
42°47′45″N 2°44′7″W / 42.79583°N 2.73528°W

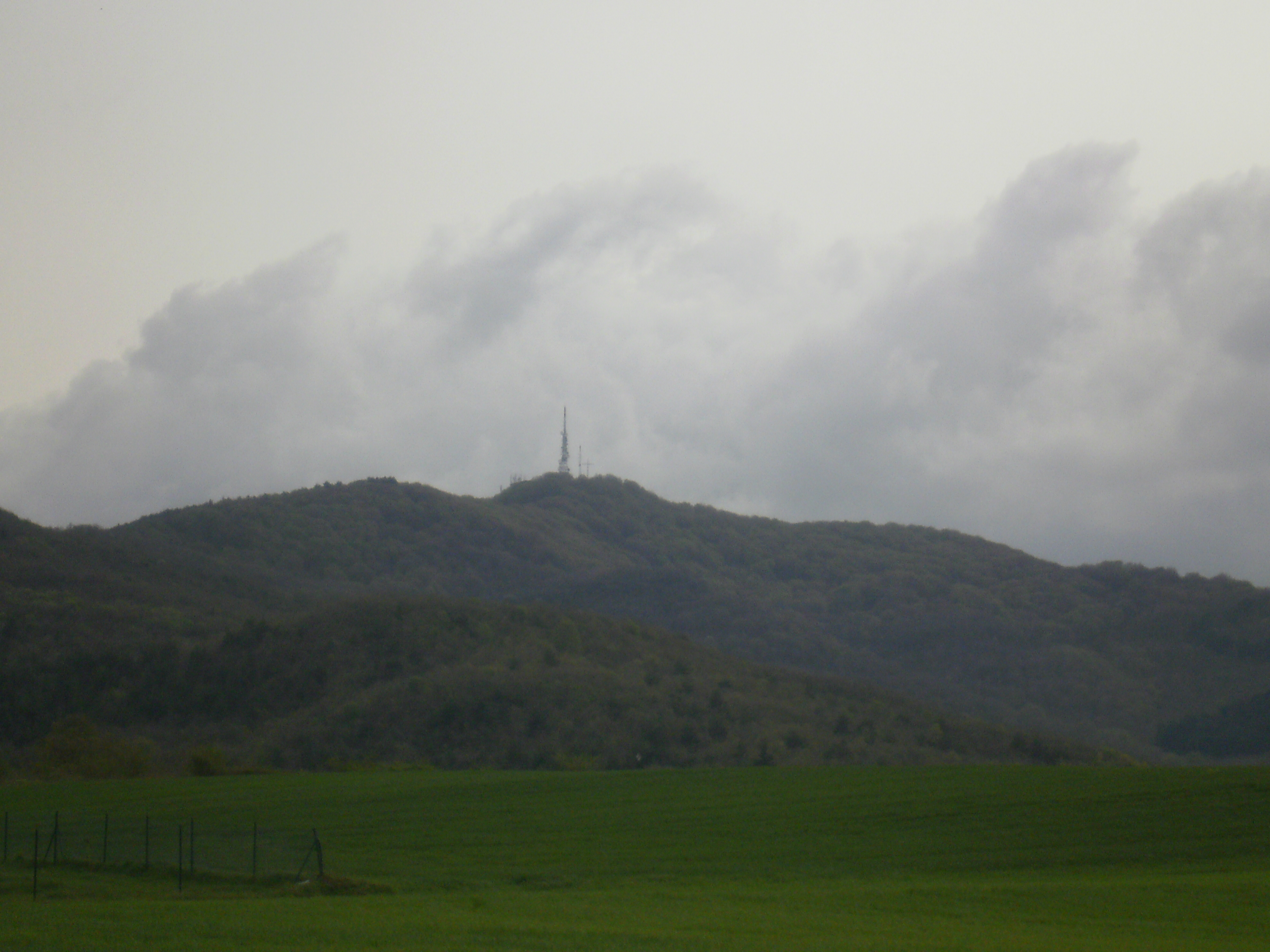

扎爾迪亞蘭山（西班牙語：Zaldiaran），是西班牙的山峰，位於該國北部巴斯克地區的阿拉瓦省，屬於維托里亞山脈的一部分，該山峰的海拔高度978米。